# Элай Стоун
«Элай Стоун» (англ. Eli Stone) — американский телесериал об успешном адвокате, у которого было все: головокружительная карьера, шикарная квартира и машина, очаровательная невеста. Но всему этому пришёл конец, когда в его гостиной появился Джордж Майкл.
Сериал транслировался на телеканале ABC с 31 января 2008 года по 11 июля 2009.

## Сюжет
Элай Стоун — преуспевающий адвокат-гений. Он работает в одной из лучших юридических компаний Сан-Франциско. Он живёт в центре города, ездит на новеньком авто, встречается с дочерью своего босса Тэйлор. Но однажды он начинает слышать музыку… а потом в его гостиной появляется Джордж Майкл, который поёт песню «Вера». Жизнь Элая переворачивается с ног на голову, когда ему ставят диагноз — аневризма мозга. Именно из-за неё у него происходят галлюцинации.
Аккупунктурист Элая, доктор Чен, проливает свет на все эти видения. Он считает, что они напрямую связаны с будущим и с делами, которые предстоит вести главному герою в суде.
«Элай Стоун» принадлежит к сериалам в жанре «драмеди». Несмотря на страшный диагноз, у него не опускаются руки, он с юмором подходит ко всему, даже к своим галлюцинациям.

## В главных ролях
- Джонни Ли Миллер — Элай Стоун
- Наташа Хенстридж — Тэйлор Уэтерсби
- Виктор Гарбер — Джордан Уэтерсби
- Мэтт Летчер — Нэйтан Стоун
- Лоретта Дивайн — Патти Делакруа
- Джули Гонсало — Мэгги Деккер
- Сэм Джагер — Мэтт Дауд
- Джейсон Уинстон Джордж — Кит Беннетт
- Джеймс Саито — Доктор Фрэнк Чен

## Эпизоды

### Сезон 1 (2008)
| Номер | Название                                                              | Код | Сценарист                         | Режиссёр          | Дата выхода в эфир |  |
| --- | --------------------------------------------------------------------- | --- | --------------------------------- | ----------------- | ------------------ |  |
| 01 | «Вера» (англ. Faith)                                                  | 101 | Грег Берланти и Марк Гуггенхейм   | Кен Олин          | 31 января 2008     |  |
| Адвокат Элай Стоун обнаруживает у себя в гостиной поющего Джорджа Майкла. Позже у него возникают и другие галлюцинации. Врачи обнаруживают у главного героя аневризму мозга. Но именно эти видения приводят Элая к женщине, с которой он был знаком в колледже, и которая подала в суд на фармацевтическую компанию. Музыкальный номер: «Faith» (Джордж Майкл)                                                                  |                                                                       |     |                                   |                   |                    |  |
| 02 | «Свобода» (англ. Freedom )                                            | 102 | Грег Берланти и Марк Гуггенхейм   | Майкл Шульц       | 7 февраля 2008     |  |
| Вот уже две недели у Элая не было галлюцинаций. Но расслабляться было рано, так как с новым, сложным и противоречивым судебным делом, к нему вернулись видения, которые ставят его в неловкое положение перед коллегами и боссом. Между тем, брат Элая и его врач, сообщает ему, что на данном этапе операцию делать нельзя. Музыкальный номер: «Freedom» (Виктор Гарбер и хор мальчиков)                                       |                                                                       |     |                                   |                   |                    |  |
| 03 | «Образ отца» (англ. Father Figure)                                    | 103 | Алекс Тауб и Бретт Махони         | Кристофер Мисиано | 14 февраля 2008    |  |
| Во время своей помолвки Элай «попадает» на войну. После этого он просит своего брата написать справку, в которой должно быть указано, что он совершенно здоров. В суде ему предстоит воевать с невестой. |                                                                       |     |                                   |                   |                    |  |
| 04 | «Разбуди меня, прежде чем уйдёшь» (англ. Wake Me Up Before You Go-Go) | 104 | Кортни Кемп и Вэнди Мерикл        | Дэвид Патрарка    | 21 февраля 2008    |  |
| Элай разрывает помолвку с Тэйлор. Ему предстоит защищать в суде мужчину, несколько лет пролежавшего в коме. Музыкальный номер:«Good Lovin» (группа Крисов Диамантополос) |                                                                       |     |                                   |                   |                    |  |
| 05 | «Ещё одна попытка» (англ. One More Try)                               | 105 | Лейла Герштейн и Стив Лихтман     | Рон Андервуд      | 28 февраля 2008    |  |
| Элаю приходится вернуться к делу пятилетней давности, которое он выиграл. Речь идёт о крупном производителе внедорожников. Элай и Мэгги проводят собственное расследование и узнают шокирующие подробности. Во время суда у Элая начинаются ведения, и люди находящиеся в зале видят, как он поёт перед присяжными. Джордан берёт на работу двух новых юристов. Музыкальный номер: «One More Try» (Лоретта Дивайн и госпел хор) |                                                                       |     |                                   |                   |                    |  |
| 06 | «То, что нужно спасти» (англ. Something to Save)                      | 106 | Эндрю Крайсберг и Марк Гуггенхейм | Майкл Шульц       | 6 марта 2008       |  |
| Из-за пения в суде Элая могут лишить адвокатской лицензии. Он просит помощи у Джордана. Вскоре об этом деле узнаёт весь Сан-Франциско. Благодаря доктору Чену, Элай узнаёт новые подробности о жизни своего отца. Музыкальный номер: «Who’ll Stop the Rain» (Виктор Гарбер и юристы) |                                                                       |     |                                   |                   |                    |  |
| 07 | «Излечи боль» (англ. Heal the Pain )                                  | 107 | Алекс Тауб и Мойра Уолли          | Сэнди Смолан      | 13 марта 2008      |  |
| Элай теряет свой статус в фирме: он лишается кабинета, секретарши, а главное — он лишается права вести дела самостоятельно. В довершение ко всему, теперь ему приходится быть помощником неопытной Мэгги Декер в деле о врачебной халатности. Музыкальный номер: «Older» (Джордж Майкл) |                                                                       |     |                                   |                   |                    |  |
| 08 | «Мольба о времени» (англ. Praying For Time)                           | 108 | Кортни Кемп и Бретт Махони        | Дэвид Патрарка    | 20 марта 2008      |  |
| |                                                                       |     |                                   |                   |                    |  |
| 09 | «Мне нужен секс» (англ. I Want Your Sex)                              | 109 | Лейла Герштейн и Вэнди Мерикл     | Кристофер Мисиано | 27 марта 2008      |  |
| |                                                                       |     |                                   |                   |                    |  |
| 10 | «Биение сердца» (англ. Heartbeat)                                     | 110 | Эндрю Крейсберг и Стив Лихтман    | Винсент Мисиано   | 3 апреля 2008      |  |
| |                                                                       |     |                                   |                   |                    |  |
| 11 | «Терпение» (англ. Patience)                                           | 111 | Бретт Махони и Алекс Тауб         | Перри Лэнг        | 10 апреля 2008     |  |
| |                                                                       |     |                                   |                   |                    |  |
| 12 | «Накануне» (англ. Waiting For That Day)                               | 112 | Оскар Балдеррама и Анна Бетт Чао  | Дэвид Патрарка    | 13 апреля 2008     |  |
| |                                                                       |     |                                   |                   |                    |  |
| 13 | «Очищение души» (англ. Soul Free)                                     | 113 | Эндрю Крейсберг и Кортни Кемп     | Майкл Ланг        | 17 апреля 2008     |  |
| |                                                                       |     |                                   |                   |                    |  |